# Tillandsia van-den-bergii
Tillandsia van-den-bergii är en gräsväxtart som beskrevs av Renate Ehlers och Hase. Tillandsia van-den-bergii ingår i släktet Tillandsia och familjen Bromeliaceae. Inga underarter finns listade i Catalogue of Life.